# Accorage

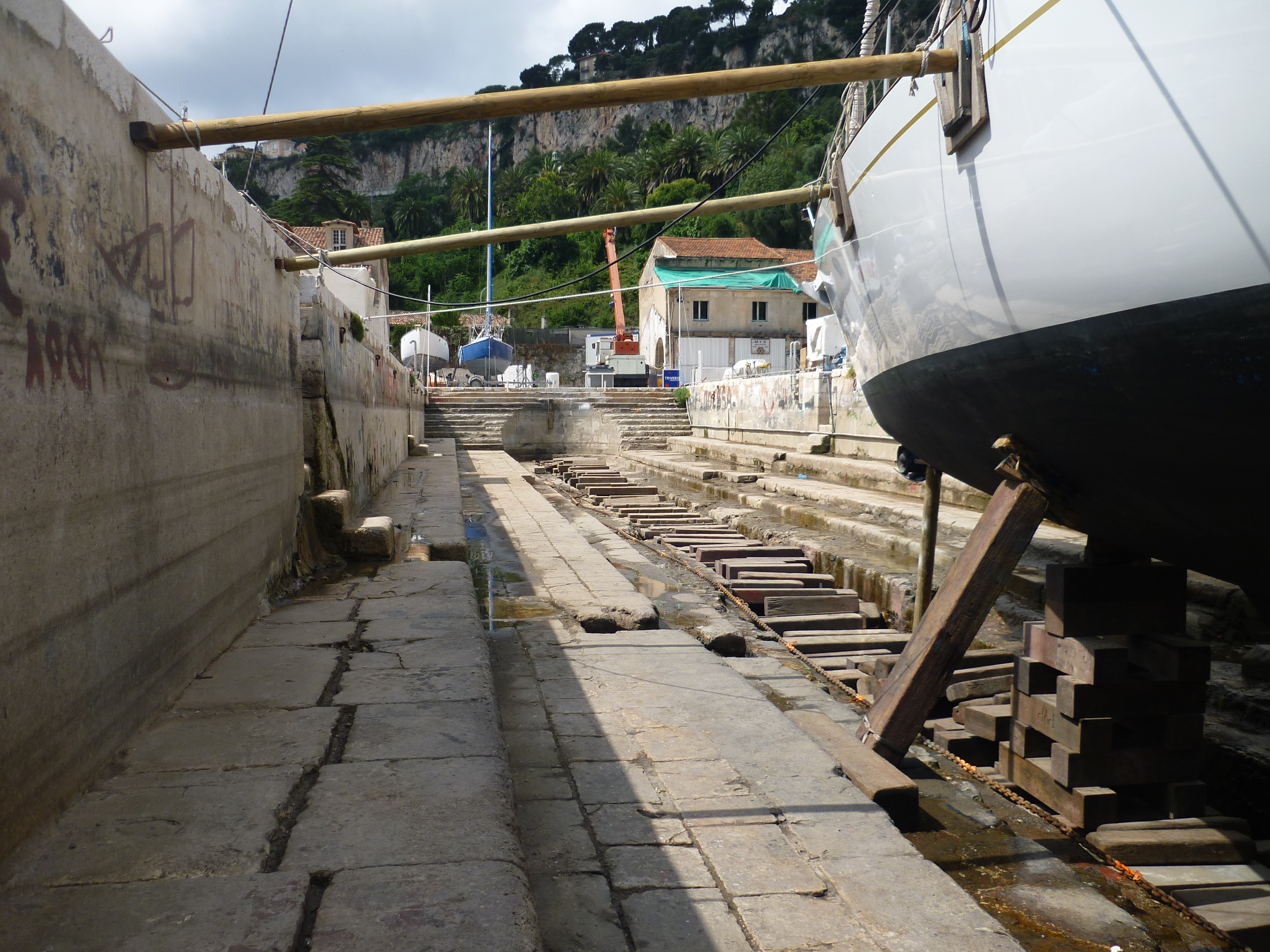
Accorage d'un navire en cale sèche avec l'utilisation d'accores en bois pour éviter le basculement.

L'accorage désigne l'amarrage de la cargaison dans un navire, tâche effectuée par les dockers ou plus précisément les accoreurs.
Cela désigne également l'action d'étayer avec des accores. En effet, lors du passage en cale sèche, un navire est maintenu pour éviter son basculement, par des pièces de bois verticaux (accores), et des plots massif de bois pour la quille (tins).